# Narcissus hedraeanthus
Narcissus hedraeanthus és una planta bulbosa de la família de les amaril·lidàcies (Amaryllidaceae).

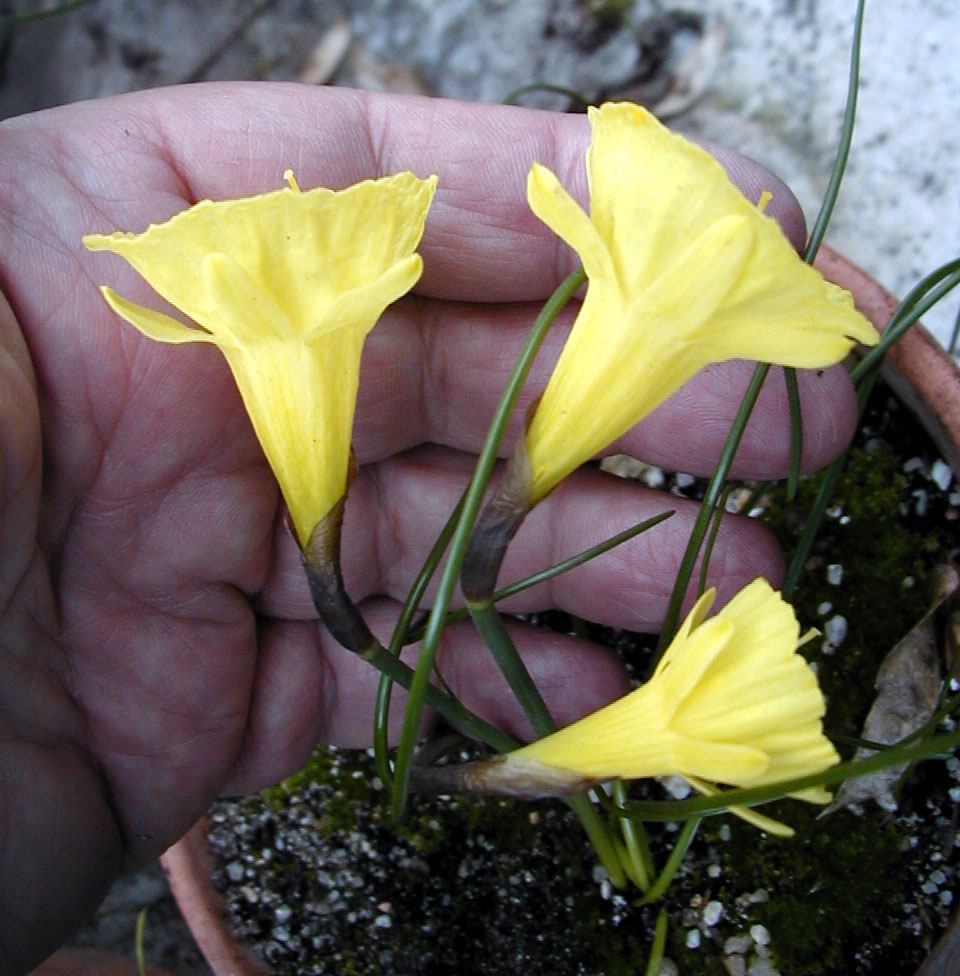
Detalle de las flores

## Descripció
Narcissus hedraeanthus és una planta bulbosa, de 8 a 15 cm d'alçada i amb grans corones còniques. Les flors són de olor groc palla. La floració es produeix entre els pesos de febrer a abril.

## Distribució i hàbitat
Narcissus hedraeanthus és un endemisme del sud de la península Ibèrica. Zona oriental de la Sierra Morena i les serres d'Alcaraz, de La Sagra, de Cazorla y voltants (Jaén, Granada). Al seu hàbitat creix en vegetació pascícola, matolls basòfils, herbassars, penyals, peu de penya-segat, clarianes de jaral i zones obertes d'alzinars o pinedes.

## Taxonomia
Narcissus hedraeanthus va ser descrita per (Webb & Heldr.) Colmeiro i publicat a Enum. Pl. Penins. Hispano-Lusit. 5: 80, a l'any 1889.
Citologia
El nombre de cromosomes de Narcissus hedraeanthus (Fam. Amaryllidaceae) i tàxons infraespecífics
Narcissus bulbocodium subsp. hedraeanthus L.: 2n=14
Etimologia
Narcissus nom genèric que fa referència del jove narcisista de la mitologia grega Νάρκισσος (Narkissos) fill del déu riu Cefís i de la nimfa Liríope; que es distingia per la seva bellesa.
El nom deriva de la paraula grega: ναρκὰο, narkào (= narcòtic) i es refereix a l'olor penetrant i embriagant de les flors d'algunes espècies (alguns sostenen que la paraula deriva de la paraula persa نرگس i que es pronuncia Nargis, que indica que aquesta planta és embriagadora).
triandrus: epítet llatí que significa "de tres estams".
hedraeanthus: epítet
Subespècies
N'hi han 2 subespècies reconegudes:
- Narcissus hedraeanthus subsp. hedraeanthus.
- Narcissus hedraeanthus subsp. luteolentus (Barra & G.López) Aedo, Fl. Iber. 20: 378 (2013).

Sinonimia
- Corbularia hedraeantha Webb & Heldr., Cat. Pl. Hisp. App.: n.° 220 (1850). (Basiònim / sinònim substituït)
- Narcissus bulbocodium var. hedraeanthus (Webb & Heldr.) Baker, Handb. Amaryll.: 3 (1888).
- Narcissus bulbocodium subsp. hedraeanthus (Webb & Heldr.) K.Richt., Pl. Eur. 1: 237 (1890).
- Narcissus cantabricus subsp. hedraeanthus (Webb & Heldr.) Fern.Casas, Fontqueria 1: 12 (1982).[7]